# Liste der höchsten Gebäude in Saudi-Arabien

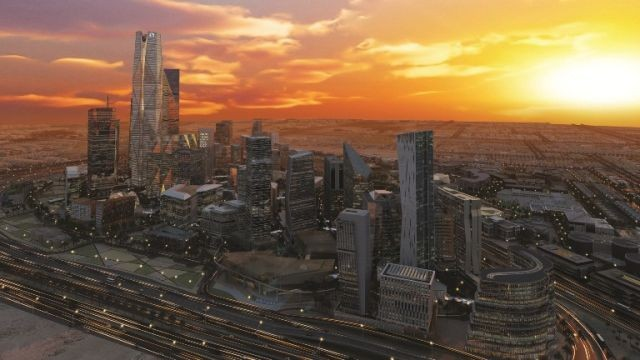
Die Bebauung des King Abdullah Financial District, Riad

Der folgende Artikel umfasst eine Liste von Wolkenkratzern in Saudi-Arabien nach offizieller Höhe, basierend auf den Kriterien des Council on Tall Buildings and Urban Habitat. Die Liste beinhaltet alle fertiggestellten Gebäude ab einer strukturellen Höhe von 200 Metern sowie alle im Bau. In naher Zukunft wird die Statistik vom deutlich höheren Jeddah Tower angeführt werden, der über 1 Kilometer hoch werden soll.

## Tabellarische Auflistung der Wolkenkratzer in Saudi-Arabien

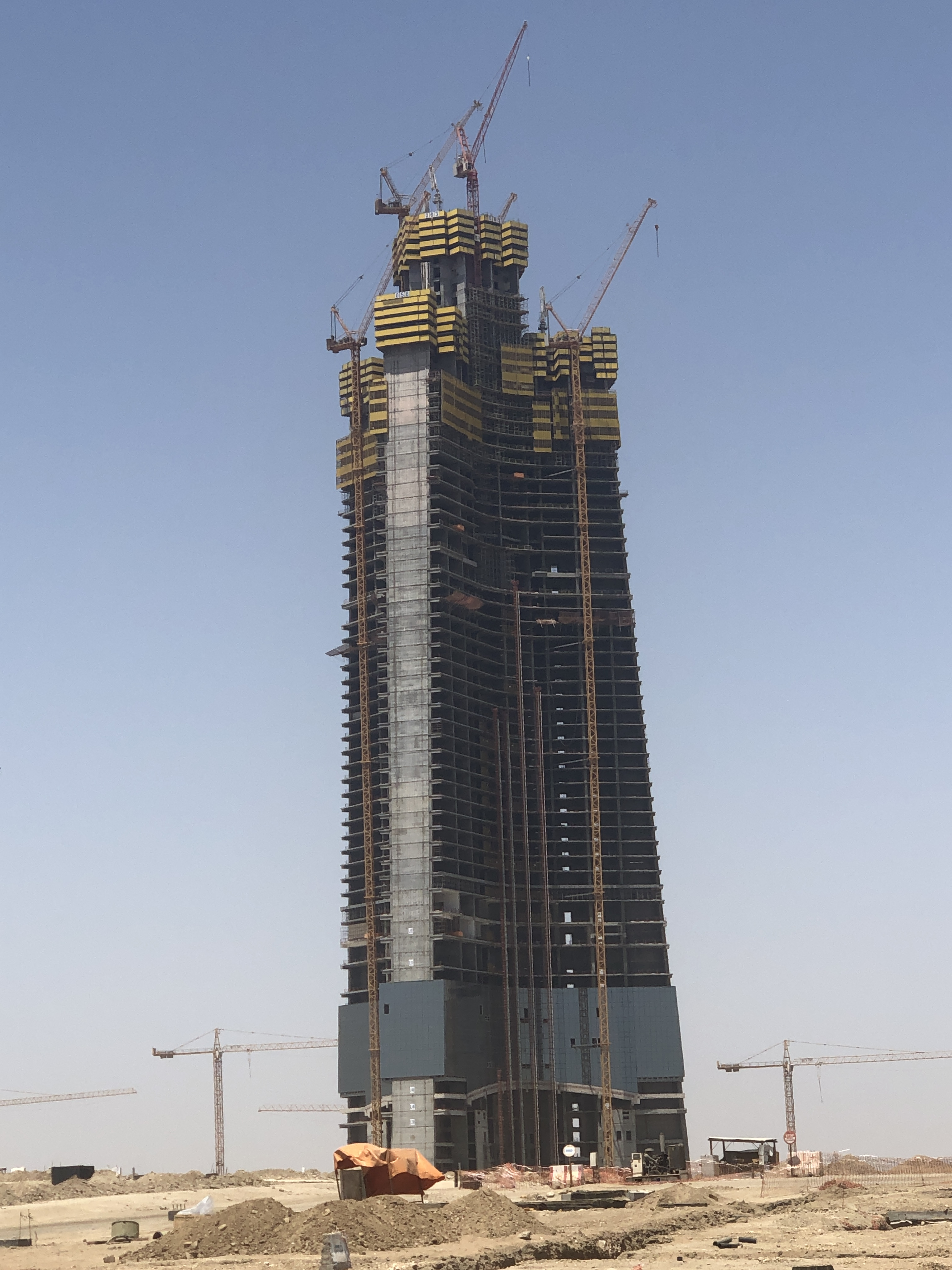
Der Jeddah Tower in Dschidda wird mit über 1000 Metern das höchste Gebäude werden.
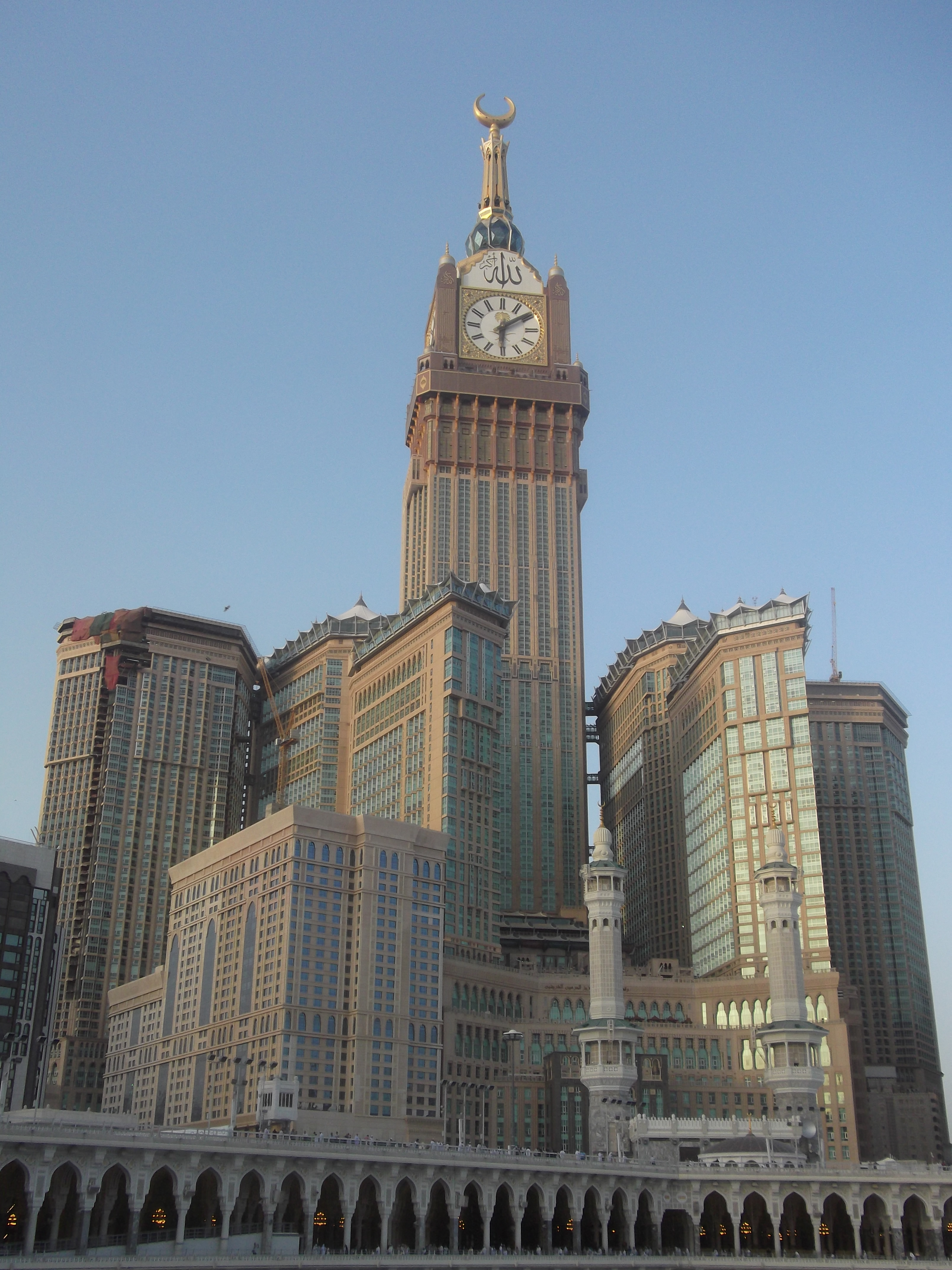
Die Türme des Abraj-Al-Bait-Komplexes, Mekka, sind die höchsten in Saudi-Arabien.

E. = Etagen, BJ = Baujahr (Jahr der Fertigstellung)
| Nr. | Name                           | Stadt    | Höhe    | E.  | BJ   | Status    | Bemerkungen |
| --- | ------------------------------ | -------- | ------- | --- | ---- | --------- | --- |
|     | Jeddah Tower                   | Dschidda | 1000+ m | 167 | 2021 | im Bau    | Wird das höchste Gebäude der Welt, außerdem das erste über einen Kilometer Höhe. |
| 1   | Mecca Royal Tower Clock Hotel  | Mekka    | 601 m   | 120 | 2012 | Bestehend | Mit einer Gesamtnutzfläche von mehr als 1,57 Millionen Quadratmetern sind die Abraj Al Bait Towers das größte Gebäude der Welt. Der zentrale Turm des Komplexes ist das Mecca Royal Tower Clock Hotel. |
|     | Diamond Tower                  | Dschidda | 432 m   | 93  | 2020 | im Bau    | |
| 2   | Public Investment Fund Tower   | Riad     | 385 m   | 77  | 2017 | Bestehend | Das höchste Gebäude in der Staatshauptstadt Riad. Auch PIF Tower genannt. |
| 3   | Burj Rafal                     | Riad     | 308 m   | 68  | 2014 | Bestehend | |
| 4   | KAFD World Trade Center        | Riad     | 304 m   | 67  | 2020 | Bestehend | |
| 5   | Kingdom Centre                 | Riad     | 302 m   | 41  | 2002 | Bestehend | Das Kingdom Centre war der erste Supertall-Wolkenkratzer in Saudi-Arabien und bis 2012 auch der höchste.                                                                                               |
| 6   | Abraj Al Bait ZamZam Tower     | Mekka    | 279 m   | 58  | 2012 | Bestehend | Einer der Türme des Abraj Al Bait. |
| 7   | Abraj Al Bait Hajar Tower      | Mekka    | 276 m   | 54  | 2013 | Bestehend | Einer der Türme des Abraj Al Bait. |
| 8   | Al Faisaliyah Center           | Riad     | 270 m   | 30  | 2000 | Bestehend | Bis zur Eröffnung des Kingdom Centre das höchste Gebäude des Landes. Das höchste Gebäude der Welt mit nur 30 Stockwerken.                                                                              |
|     | GCC Headquarters               | Riad     | 264 m   | 53  | 2020 | im Bau    | |
| 9   | Tamkeen Tower                  | Riad     | 258 m   | 58  | 2012 | Bestehend | |
|     | Al Majdoul Tower               | Riad     | 244 m   | 54  | 2019 | im Bau    | |
|     | Sail Tower                     | Dschidda | 240 m   | 64  | 2020 | im Bau    | |
| 10  | The Headquarters Business Park | Dschidda | 236 m   | 55  | 2015 | Bestehend | |
| 11  | Abraj al Bait Maqam Tower      | Mekka    | 232 m   | 61  | 2012 | Bestehend | Einer der Türme des Abraj Al Bait. |
| 12  | Abraj al Bait Qibla Tower      | Mekka    | 232 m   | 61  | 2012 | Bestehend | Einer der Türme des Abraj Al Bait. |
| 13  | Abraj al Bait Marwah Tower     | Mekka    | 232 m   | 48  | 2008 | Bestehend | Einer der Türme des Abraj Al Bait. |
| 14  | Abraj al Bait Safa Tower       | Mekka    | 232 m   | 48  | 2008 | Bestehend | Einer der Türme des Abraj Al Bait. |
|     | Samba Bank Headquarters Tower  | Riad     | 231 m   | 39  | 2019 | im Bau    | |
|     | Abraj Kudai                    | Mekka    | 230 m   | 45  | 2020 | im Bau    | Soll ein ähnlicher Komplex werden wie das Abraj Al Bait. |
|     | Rafal Living Tower             | Riad     | 213 m   | 62  | 2019 | im Bau    | |
|     | Jabal Omar Hotel Tower 1       | Mekka    | 213 m   | 50  | 2019 | im Bau    | |
|     | Jabal Omar Hotel Tower 2       | Mekka    | 213 m   | 50  | 2019 | im Bau    | |
| 15  | Golden Tower                   | Dschidda | 205 m   | 49  | 2018 | Bestehend | |
| 16  | Al Rajhi Bank Tower            | Riad     | 205 m   | 36  | 2017 | Bestehend | |
| 17  | Olaya Tower 2                  | Riad     | 203 m   | 36  | 2013 | Bestehend | |
| 18  | Dhahran Tower                  | Khobar   | 200 m   | 46  | 2012 | Bestehend | |
|     | Tadawul Tower                  | Riad     | 200 m   | 41  | 2019 | Im Bau    | |
| 19  | Burj DAMAC                     | Riad     | 200 m   | 36  | 2016 | Bestehend | |
| 20  | Al-Obeikan Hilton Tower Hotel  | Riad     | 200 m   | 35  | 2017 | Bestehend | |
| 21  | Al Nakheel Tower               | Riad     | 200 m   | 26  | 2011 | Bestehend | |